# Olympus (Cyprus)
De Olympus is de hoogste berg van Cyprus (1951 meter), gelegen in het Troodosgebergte. Op de top is een Britse radar geplaatst. Ook is het een middelgroot skigebied.

## Afbeeldingen

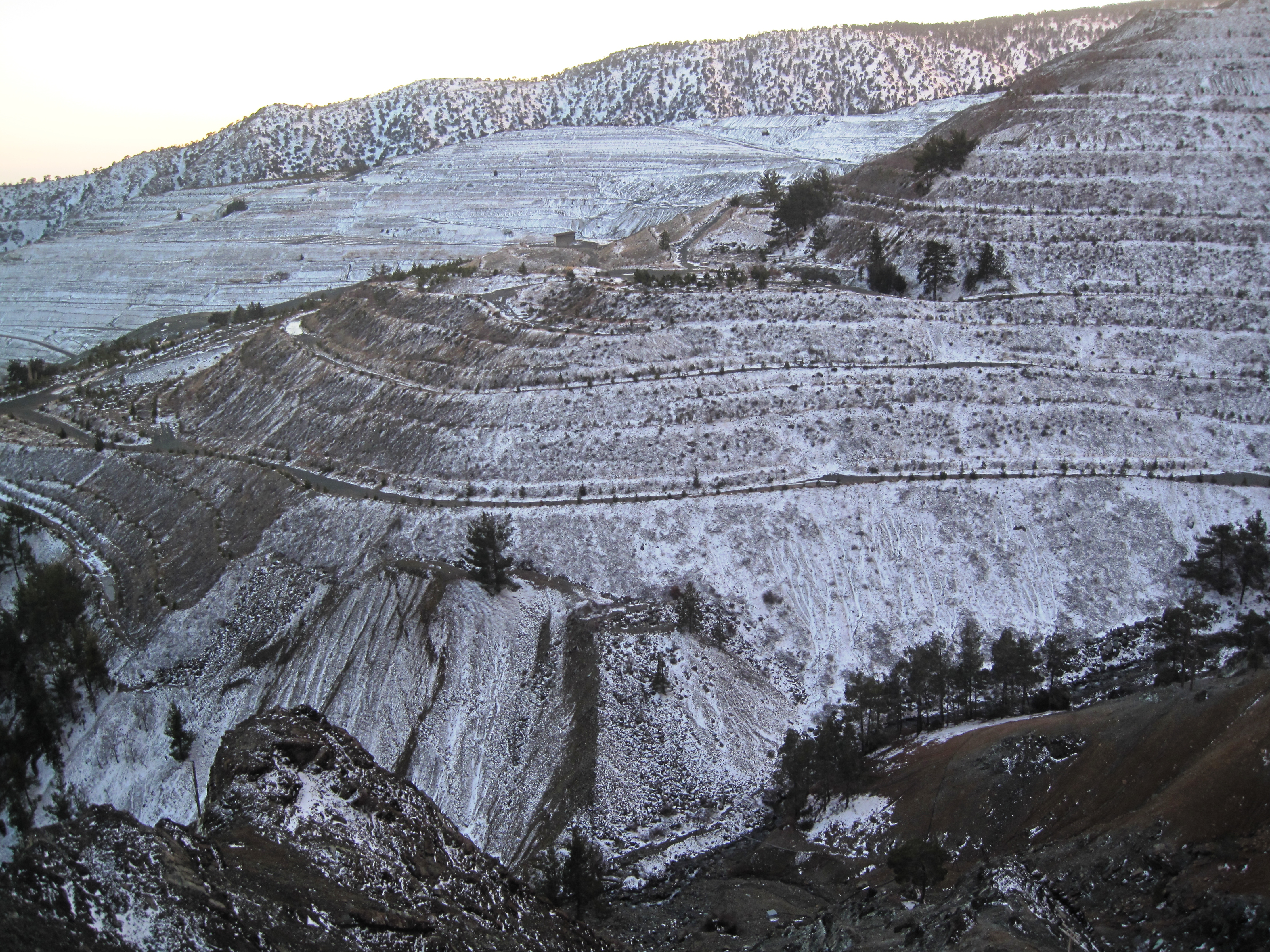
Sneeuw op de Olympus
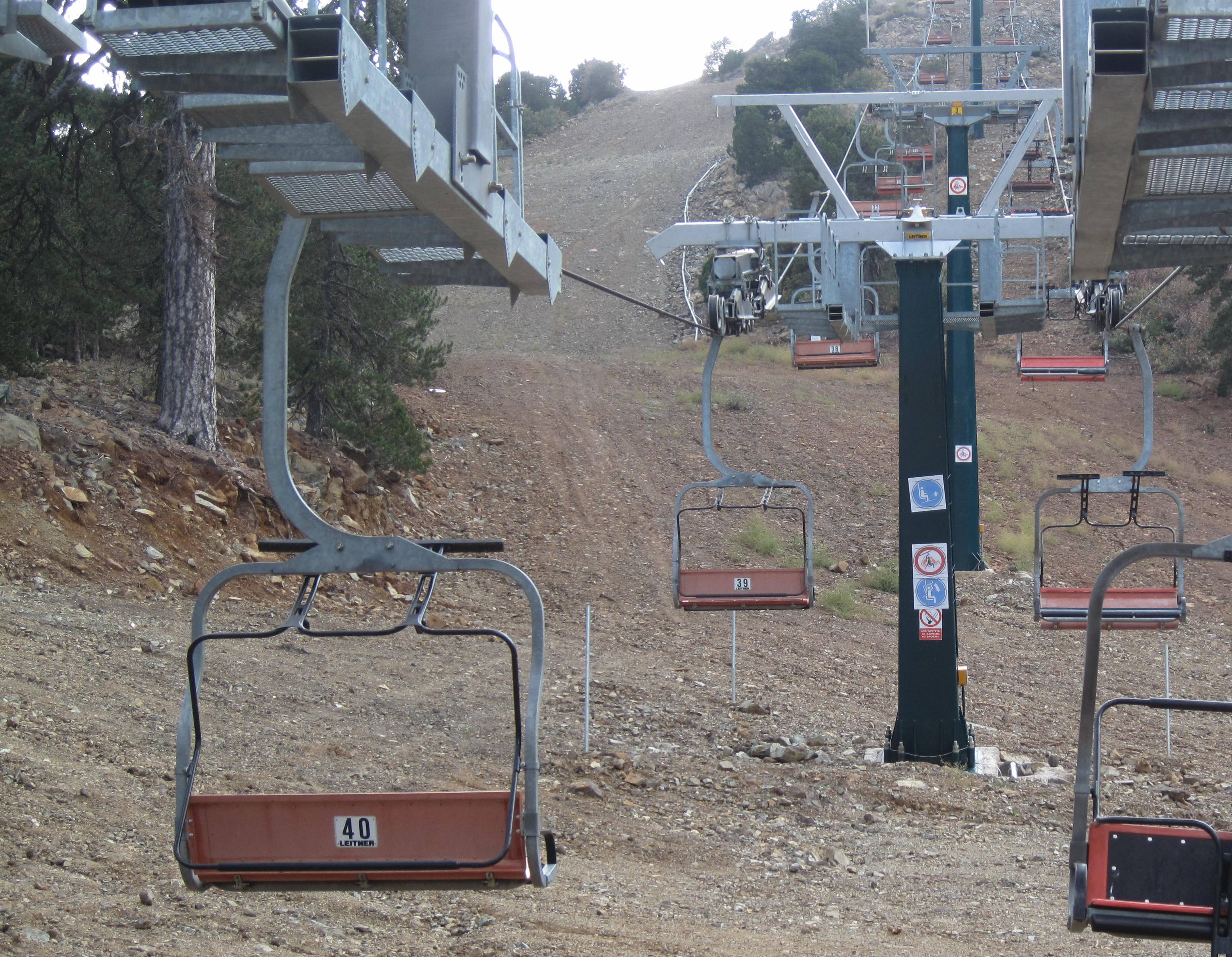
Skilift in het skigebied op de Olympus
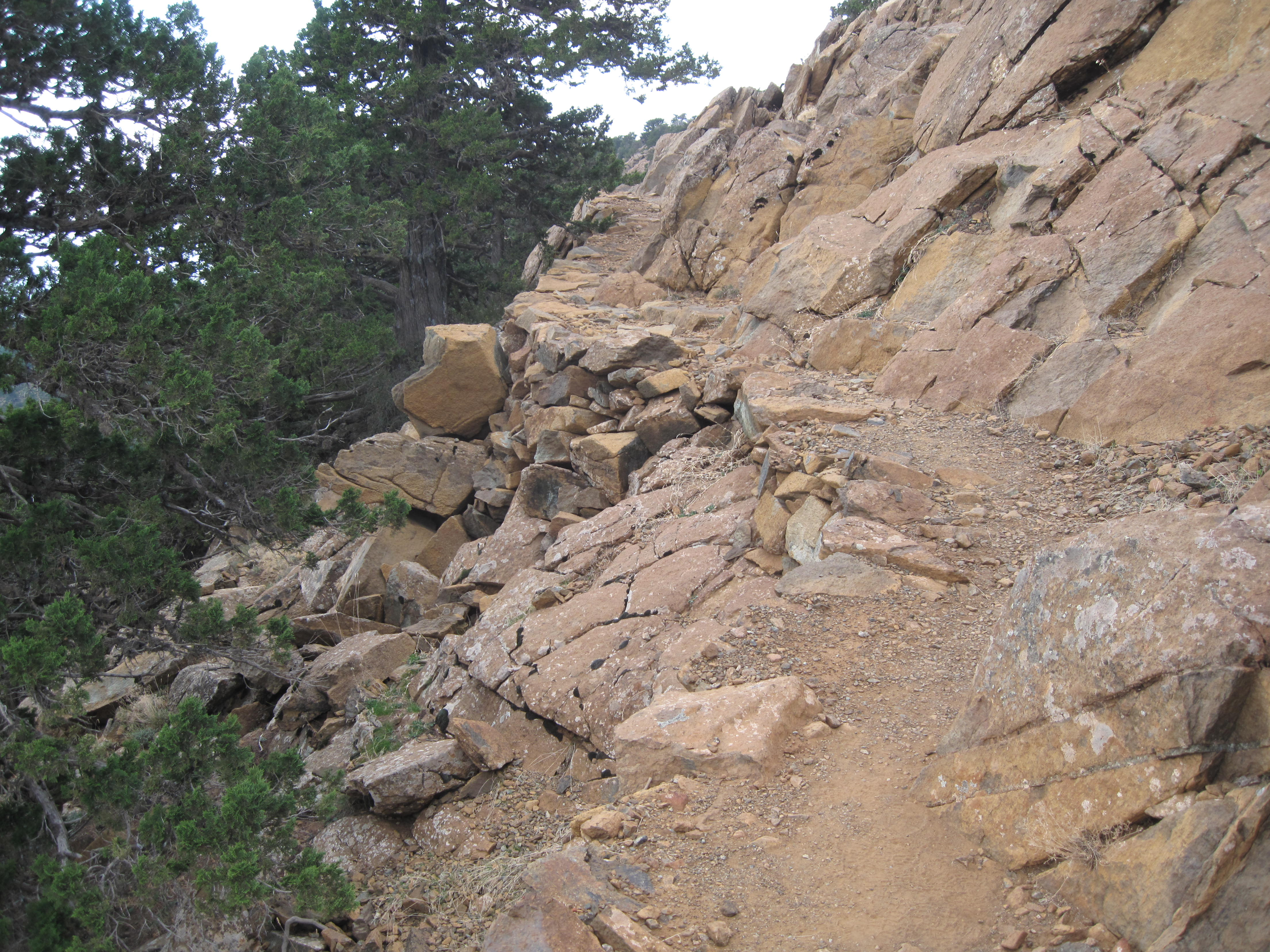
Wandelpad op de Olympus